# Gerichtsbezirk Werfen
Der Gerichtsbezirk Werfen war ein dem Bezirksgericht Werfen unterstehender Gerichtsbezirk im Bundesland Salzburg. Der Gerichtsbezirk umfasste den nordwestlichen Teil des Bezirks St. Johann im Pongau.

## Geschichte
Der Gerichtsbezirk Werfen wurde gemeinsam mit 22 anderen Gerichtsbezirken in Salzburg durch einen Erlass des k.k. Oberlandesgerichtes Linz am 4. Juli 1850 geschaffen und umfasste ursprünglich die 15 Steuergemeinden „Bischofhofen, Buchberg, Grub, Haidberg, Hüttau, Mühlbach, Reitsam, Scharten, Sonnhalb, Sulzau, Werfen (Dorf), Werfen (Markt), Werfenweng, Wim, Winkel“.
Der Gerichtsbezirk bildete im Zuge der Trennung der politischen von der judikativen Verwaltung
ab 1868 gemeinsam mit den Gerichtsbezirken Gastein, Radstadt und Sankt Johann im Pongau den Bezirk St. Johann im Pongau.
Per 1. Jänner 1936 erfolgte die Vereinigung von der im Gerichtsbezirk Radstadt liegenden Gemeinde Sonnberg mit Hüttau zur Gemeinde Hüttau, wodurch beide Gemeindeteile zum Jahresbeginn 1936 Teil des Gerichtsbezirkes Radstadt wurden.
Durch Gemeindezusammenlegungen reduzierte sich die Zahl der Gemeinden bis in die zweite Hälfte des 20. Jahrhunderts weiter auf nur noch fünf Gemeinden.
Durch die 2002 beschlossene „Bezirksgerichte-Verordnung Salzburg“ wurde der Gerichtsbezirk Werfen aufgelöst und per 1. Jänner 2003 mit dem Gerichtsbezirk Sankt Johann im Pongau vereint.

## Gerichtssprengel
Der Gerichtsbezirk Werfen umfasste vor der Auflösung die fünf Gemeinden Bischofshofen, Mühlbach am Hochkönig, Pfarrwerfen, Werfen und Werfenweng.